# Heartbreaker (chanson de Justin Bieber)
Pour les articles homonymes, voir Heartbreaker.
Singles de Justin Bieber
Lolly
(2013) All That Matters
(2013)
Heartbreaker est une chanson écrite par le chanteur canadien Justin Bieber, Brandon Green, Tony Scales, ainsi que Xavier Smith (alias Lil Za), et interprétée par Bieber ; ce single extrait de son deuxième album de compilation Journals, paru en 2013. Cet album est commercialisé le 7 octobre 2013. La chanson Heartbreaker est le premier single de la série du projet Journals, dans lequel Bieber dévoilera un nouveau single chaque lundi dans le cadre du Music Mondays et ce, pendant dix semaines jusqu'au 9 décembre 2013.
Lors de sa sortie, le single Heartbreaker est accueilli de manière mitigée de la part de la presse spécialisée. Amy Sciarretto de PopCrush, attribue à la chanson une note de 3 étoiles sur 5, déclarant qu'elle est « peut-être la plus sincère » mais elle est « de loin la plus accrocheuse » comme quelque chose en retour de son catalogue. Sciarretto critique les monologues vocaux de la chanson « un peu hypocrite », et déclare « ne pas coller », mais tient à féliciter Bieber pour ses paroles « brutes » de l'intro. James Shotwell, de Under the Gun Review, tient compte du fait que cette chanson est « sensuel » et déclare que Bieber était « plus mielleux que jamais ». Le single contient un extrait de la chanson d'Éric Bellinger, What You Want.

## Classements
| Classements (2013)                      | Meilleure position |
| --------------------------------------- | ------------------ |
| Allemagne (Media Control AG)            | 32                 |
| Australie (ARIA)                        | 30                 |
| Autriche (Ö3 Austria Top 40)            | 18                 |
| Belgique (Flandre Ultratop 50 Singles)  | 8                  |
| Belgique (Wallonie Ultratop 50 Singles) | 15                 |
| Canada (Hot 100)                        | 15                 |
| Danemark (Tracklisten)                  | 1                  |
| France (SNEP)                           | 26                 |
| Grèce (Billboard)                       | 3                  |
| Italie (FIMI)                           | 7                  |
| Pays-Bas (Nederlandse Top 40)           | 5                  |
| Nouvelle-Zélande (RMNZ)                 | 21                 |
| Norvège (VG-lista)                      | 5                  |
| Écosse (OCC)                            | 21                 |
| Espagne (PROMUSICAE)                    | 4                  |
| Suède (Sverigetopplistan)               | 47                 |
| Royaume-Uni (UK Singles Chart)          | 14                 |
| États-Unis (Billboard Hot 100)          | 13                 |